# Boston Athletic Association
La Boston Athletic Association è un'associazione sportiva senza fine di lucro dedita all'organizzazione di eventi sportivi nella città di Boston, Massachusetts, come la rinomata Maratona di Boston.
Nata il 15 marzo 1887, è una delle associazioni sportive più antiche degli Stati Uniti. La sede centrale, situata all'angolo tra Exter Street e Boylston Street nel quartiere Back Bay, venne completata nel 1988 e, oltre ad attrezzature per la pratica di ginnastica artistica, bowling, biliardo, tennis e ad un bagno turco, l'associazione possedeva anche un poligono di tiro e un country club.
Secondo il secondo articolo dello statuto di costituzione del 1890, l'obiettivo dell'associazione era quello di "incoraggiare la pratica dei principali sport e promuovere la cultura del fisico", le discipline in questione furono quindi pugilato, scherma, pallanuoto e atletica leggera. A quell'anno risale anche l'organizzazione del primo "meeting" di atletica leggera a cui seguì sette anni dopo la prima edizione della maratona cittadina, le cui medaglie ritraggono tutt'oggi l'unicorno simbolo dell'associazione.
Nel 1896 alcuni atleti iscritti rappresentarono gli Stati Uniti d'America ai Giochi olimpici di Atene 1896, nello stesso anno la John Hancock Financial Services divenne il maggior sponsor della maratona cittadina, collaborazione che poi non si limiterà al solo "evento di cartello", ma anche a tutta una serie di eventi organizzati dall'associazione durante l'anno.
Nel 1936, a causa di problemi finanziari, la sede venne trasferita in Trinity Place.
Ad oggi cura anche l'organizzazione dell'annuale mezza maratona che viene disputata in ottobre e della Mayor's Cup di corsa campestre a Franklin Park. Nel 2008 ha anche organizzato i trials olimpici statunitensi della maratona femminile.